# Une nuit terrible
 (juillet 2025).
Pour plus de détails, voir Fiche technique et Distribution.
Une nuit terrible est un film de Georges Méliès, sorti en 1896.

## Synopsis
Dans son lit, un homme souffle une chandelle puis s'endort. Il se réveille ensuite, voyant apparaître une énorme araignée.